# Lac Munkamba
Lac Munkamba är en endorheisk sjö i Kongo-Kinshasa. Den tillhör enligt lagen om provinsindelning i sin helhet provinsen Kasaï Central, men den östra stranden tillhör Kasaï-Oriental som också har gjort anspråk på sjön. Arean är 6,7 kvadratkilometer. Den sträcker sig 3,9 kilometer i nord-sydlig riktning och 3,9 kilometer i öst-västlig riktning.